# UNE 166001
La norma UNE 166001 establece requisitos relativos a la planificación, organización, ejecución y control de proyectos de I+D+i. Junto con otras normas, forma parte de la serie UNE 166000.

## Requisitos
Requiere, entre otros elementos:
- Justificar de forma previa de la necesidad y enfoque de los proyectos a abordar.
- Documentar las actividades y resultados.
- Planificar y programar las actividades, recursos y calendarios de los proyectos.
- Establecer una estructura organizativa del proyecto y la definición de responsabilidades.
- Analizar los riesgos del proyecto y planificar su gestión.
- Presupuestar los costes del proyecto.
- Realizar el seguimiento de las actividades y resultados.
- Disponer de un plan de explotación de los resultados.